# Guzmania angustifolia
Espèce
Guzmania angustifolia est une espèce de plantes à fleurs de la famille des Bromeliaceae
. Elle est originaire du Costa Rica, du Nicaragua, du Panama, de la Colombie et de l'Équateur,,.
C'est une espèce épiphyte.

## Liste des variétés
Selon GBIF (27 octobre 2024) :
- Guzmania angustifolia var. angustifolia
- Guzmania angustifolia var. nivea L.B.Sm.

## Systématique
Le nom correct complet (avec auteur) de ce taxon est Guzmania angustifolia (Baker) Wittm..
L'espèce a été initialement classée dans le genre Caraguata sous le basionyme Caraguata angustifolia Baker.
Guzmania angustifolia a pour synonyme :
- Caraguata angustifolia Baker

### Étymologie
Le nom Guzmania est lié à « Anastasio Guzman » et l'épithète angustifolius provient du latin « angustus » : étroit et « folium : » feuilles?.